# Helobdella adiastola
Helobdella adiastola är en ringmaskart som beskrevs av Raul A. Ringuelet 1972. Helobdella adiastola ingår i släktet Helobdella och familjen broskiglar. Inga underarter finns listade i Catalogue of Life.